# Este (Venetien)
Este ist eine italienische Gemeinde (comune) mit 15.933 Einwohnern (Stand 31. Dezember 2023) in der Provinz Padua, Region Venetien. Aus ihr stammt das Adelsgeschlecht Este.

## Geschichte

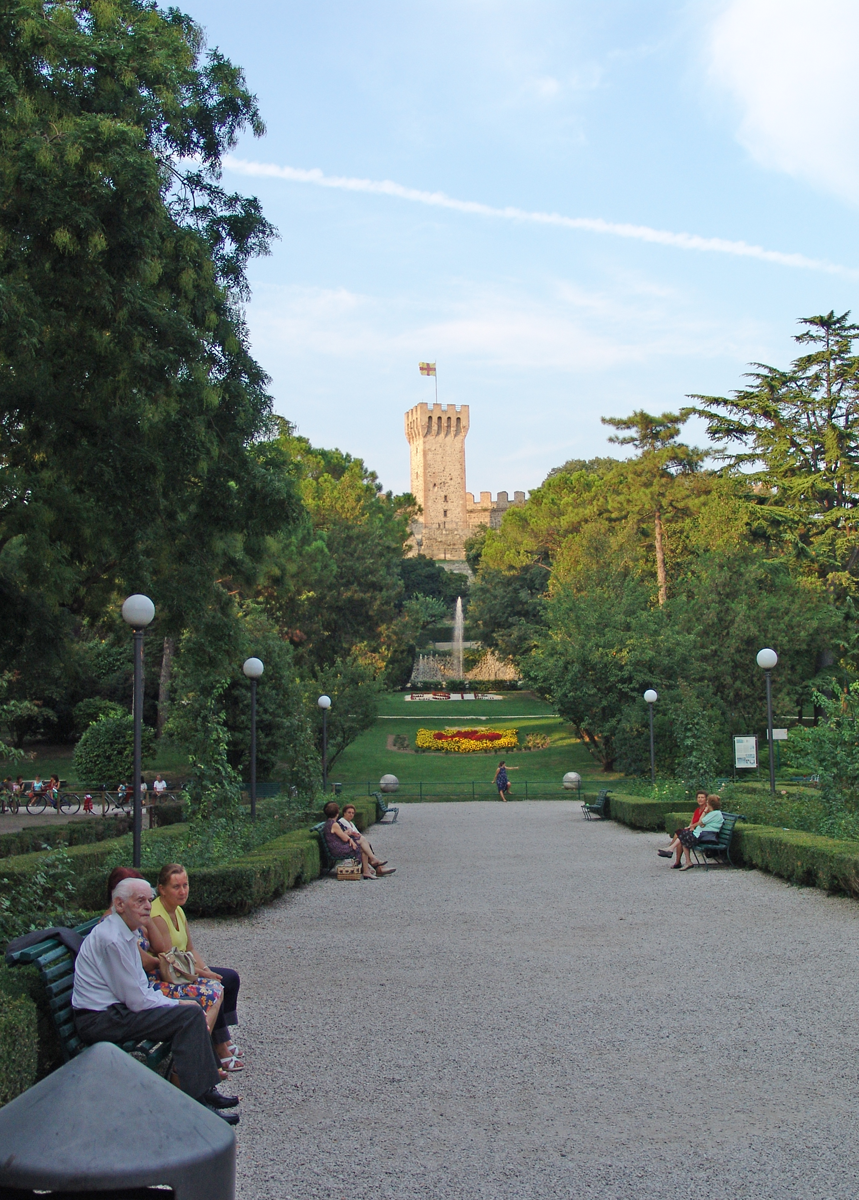
Este, Blick auf das Castello

Este ist namensgebend für die Este-Kultur, die vom 10. Jahrhundert v. Chr. bis in die römische Zeit auf dem Gebiet Venetiens blühte. Im Römischen Reich trug die Stadt den Namen Ateste, vermutlich vom Fluss Athesis (Etsch), der hier einst vorbeigeflossen sein soll. Sie war bereits im 2. Jahrhundert v. Chr. ein Municipium und erhielt wohl in augusteischer Zeit den Rang einer Colonia. Eine bekannte bronzene Situla der Este-Kultur, wurde nördlich der Via Santo Stefano, in der Nekropole in den Gärten der Villa Benvenuti gefunden. 
Lange nach den Zerstörungen in der Zeit der Völkerwanderung erbaute Alberto Azzo II. d’Este im 11. Jahrhundert hier eine Burg, auf der das Geschlecht der Este bis 1240 residierte, bevor es nach Ferrara umzog. Im 13. Jahrhundert wurde Este zweimal durch Ezzelino III. da Romano erobert; es war im 14. Jahrhundert ein Zankapfel zwischen den Scaligern, den Carraresi und den Visconti, bis es sich 1405 freiwillig unter die Herrschaft der Republik Venedig stellte. Unter venezianischer Herrschaft erlebte Este eine Blüte, die nur durch die Pest von 1630 unterbrochen wurde. Nach dem Niedergang der Republik und den Napoleonischen Kriegen geriet die Stadt mit dem gesamten Veneto unter österreichische Herrschaft (Königreich Lombardo-Venetien), bis sie 1866 im Zuge des Risorgimento vom Königreich Italien annektiert wurde.

## Städtepartnerschaften
Partnerstädte von Este sind:
- Bad Windsheim in Bayern
- Pertuis in Frankreich
- Tapolca in Ungarn
- Leek in England
- Rijeka in Kroatien
- Bethlehem in Palästina
- Fredericksburg (Virginia) in den USA (Städtefreundschaft)

## Persönlichkeiten
- Giuseppe Alberti (* 1965), Bischof
- Franco Andolfo (1938–2012), italienisch-österreichischer Entertainer, Schlagersänger und Komponist
- Liam Bertazzo (* 1992), Radsportler
- Omar Bertazzo (* 1989), Radrennfahrer
- Gaetano Callido (1727–1813), Orgelbauer
- Giuseppe Farinelli (1769–1836), Komponist
- Massimo Graziato (* 1988), Radrennfahrer
- Lucio Nicoletto (* 1972), römisch-katholischer Geistlicher, Prälat von São Félix in Brasilien
- Francesca Pattaro (* 1995), Radrennfahrerin